# Hematinicum
Een hematinicum is een stof die het hemoglobinegehalte en het aantal erytrocyten in het bloed verhoogt. De bekendste voorbeelden van hematinica zijn ijzer, foliumzuur en vitamine b12. Een tekort aan hematinica is een mogelijke oorzaak van anemie.